# Редактор за изходен код
Редактор за изходен код е текстов редактор, създаден специално за обработка на програмен код. Той може да бъде самостоятелна програма или да е вграден в интегрирана среда за разработка или браузър. Това е най-фундаменталното средство за програмиране, тъй като основната работа на един програмист е да създава и променя код.

## Функционалност
Редакторите за изходен код съдържат специализирана функционалност, която опростява и ускорява въвеждането на програмен код, например открояване на синтаксиса, отстъпи, автоматично довършване и отбелязване на съответстващи скоби. Тези редактори също така предлагат удобни начини за стартиране на компилатор, интерпретатор, дебъгер или други програми, свързани с разработването на софтуер. Всички текстови редактори от рода на Notepad позволяват редактиране на изходен код, но ако не допълват, автоматизират или улесняват редактирането на кода, не се считат за редактори за изходен код.
Структурните редактори са друг вид редактори на изходен код, в които вместо да се редактира първичният текст, се борави със структурата на кода, обикновено чрез абстрактно синтактично дърво. В такива случаи функции като открояване на синтаксиса, проверка и форматиране на кода се изпълняват лесно и ефективно от конкретното синтактично дърво или абстрактното синтактично дърво, но редактирането често е по-ограничено от писането на свободен текст. Структурните редактори изискват подробна поддръжка за всеки език, затова са по-трудни за разширяване за нови езици, отколкото текстовите редактори, където базовата поддръжка се изразява само в открояване на синтаксиса или автоматични отстъпи. Поради това строгите структурни редактори не са популярни за редактиране на изходен код, въпреки че някои интегрирани среди за разработка предоставят подобна функционалност.
Редакторът на код може да проверява синтаксиса по време на въвеждане на кода и веднага да сигнализира за откритите синтактични проблеми. Някои редактори компресират изходния код, най-често чрез превръщане на често срещани ключови думи в еднобайтови токени, при което се премахват несъществените интервали и се числата се преобразуват до двоична форма. Използващите токени редактори впоследствие декомпресират изходния код при преглеждането му, като е възможно да го форматират автоматично със стандартизирани главни букви и разредка. Съществуват и редактори на код, които могат да изпълняват и двете функции – проверка на синтаксиса и компресия на кода.

## Някои по-известни редактори
- Atom
- Brackets
- Eclipse
- Emacs (междуплатформен, включително Unix, Linux, Mac OS X, Windows)
- Geany (междуплатформен, включително Unix, Linux, Mac OS X, Windows)
- Gedit (междуплатформен, включително Linux, Mac OS X, Windows)
- IntelliJ IDEA – вграден редактор (Windows, Linux, Mac OS X)
- Microsoft Visual Studio Code (междуплатформен, включително Linux, Mac OS X, Windows)
- Microsoft Visual Studio – вграден редактор (Windows)
- NetBeans
- Notepad++ (Windows)
- SlickEdit (междуплатформен, включително Linux, Mac OS X, Windows, Solaris, HP-UX, AIX)
- Sublime Text (междуплатформен, включително Linux, Mac OS X, Windows)
- TextMate (Mac OS X)
- UltraEdit (cross-platform, включително Linux, Mac OS X, Windows)
- vi/Vim (cross-platform, включително Unix, Linux, Mac OS X, Windows)
- Xcode (OS X)

## Полемика
Много редактори на код и среди за разработка са предмет на продължаващи спорове сред общността от програмисти, които понякога се наричат на шега „свещени войни“. Известни примери включват VI срещу Emacs и Eclipse срещу NetBeans. Тези спорове са се превърнали в значима част от интернет културата и често избухват при споменаването на някой от тези редактори.
|  | Тази страница частично или изцяло представлява превод на страницата Source Code Editor в Уикипедия на английски. Оригиналният текст, както и този превод, са защитени от Лиценза „Криейтив Комънс – Признание – Споделяне на споделеното“, а за съдържание, създадено преди юни 2009 година – от Лиценза за свободна документация на ГНУ. Прегледайте историята на редакциите на оригиналната страница, както и на преводната страница, за да видите списъка на съавторите. ВАЖНО: Този шаблон се отнася единствено до авторските права върху съдържанието на статията. Добавянето му не отменя изискването да се посочват конкретни източници на твърденията, които да бъдат благонадеждни. |